# Ephemera glaucops
Ephemera glaucops, Vierlijneendagsvlieg, is een haft uit de familie Ephemeridae. De wetenschappelijke naam van de soort is voor het eerst geldig gepubliceerd in 1843 door Pictet.
De soort komt voor in het Palearctisch gebied.